# Resolution 822 des UN-Sicherheitsrates
Am 30. April verabschiedete der Sicherheitsrat der Vereinten Nationen (United Nations Security Council (UNSC)) die von der Türkei und Pakistan gemeinsam geförderte Resolution 822, in der die sofortige Einstellung aller Feindseligkeiten und der Abzug aller Besatzungsmächte aus Kelbajar gefordert wurden. Der Rat forderte die betroffenen Parteien nachdrücklich auf, die Verhandlungen wieder aufzunehmen, um den Konflikt im Rahmen des von der OSZE-Minsk-Fraktion (OSCE Minsk Group) vorgeschlagenen Friedensprozesses zu beenden und keine Maßnahmen zu ergreifen, die den Prozess stören würden. Während es die Beteiligung Armeniens anerkannte, beschuldigte es Armenien indirekt der Aggression.
In der Entschließung wurde ein ungehinderter Zugang zu internationalen humanitären Hilfsmaßnahmen in der Region gefordert, um das Leid der Zivilbevölkerung durch humanitäre Hilfe zu lindern, und die Parteien daran erinnert, ihren Verpflichtungen aus dem humanitären Völkerrecht nachzukommen. Abschließend forderte er den Generalsekretär in Absprache mit dem amtierenden Vorsitzenden der Organisation für Sicherheit und Zusammenarbeit in Europa sowie dem Vorsitzenden der Minsker Fraktion der Konferenz auf, die Lage zu bewerten und dem Sicherheitsrat Bericht zu erstatten.